# Schnitzturm
Der Schnitzturm ist eine Sehenswürdigkeit in Stansstad, einer politischen Gemeinde im schweizerischen Kanton Nidwalden.
Der einstige Wehrturm und heutige Aussichtsturm wurde in der Zeit von etwa 1310 bis 1315 erbaut. Über Jahrhunderte hinweg war er Teil einer ausgedehnten Seeufer-Befestigungsanlage; diese zog sich von der Harissenbucht bis zur heutigen Garnhänki am Alpnachersee-Ufer am Vierwaldstättersee hin.
Eigentümerin des Wahrzeichens ist heute die Gemeinde Stansstad. Ursprünglich gehörte er zu zwei Dritteln dem Kanton Obwalden und zu einem Drittel dem Kanton Nidwalden; 1997 schenkte Obwalden seinen Teil der Standortgemeinde. Im Wappen von Stansstad findet sich der Schnitzturm wieder. Der Turm ist denkmalgeschützt und in der Liste der Kulturgüter von nationaler Bedeutung im Kanton Nidwalden eingetragen.

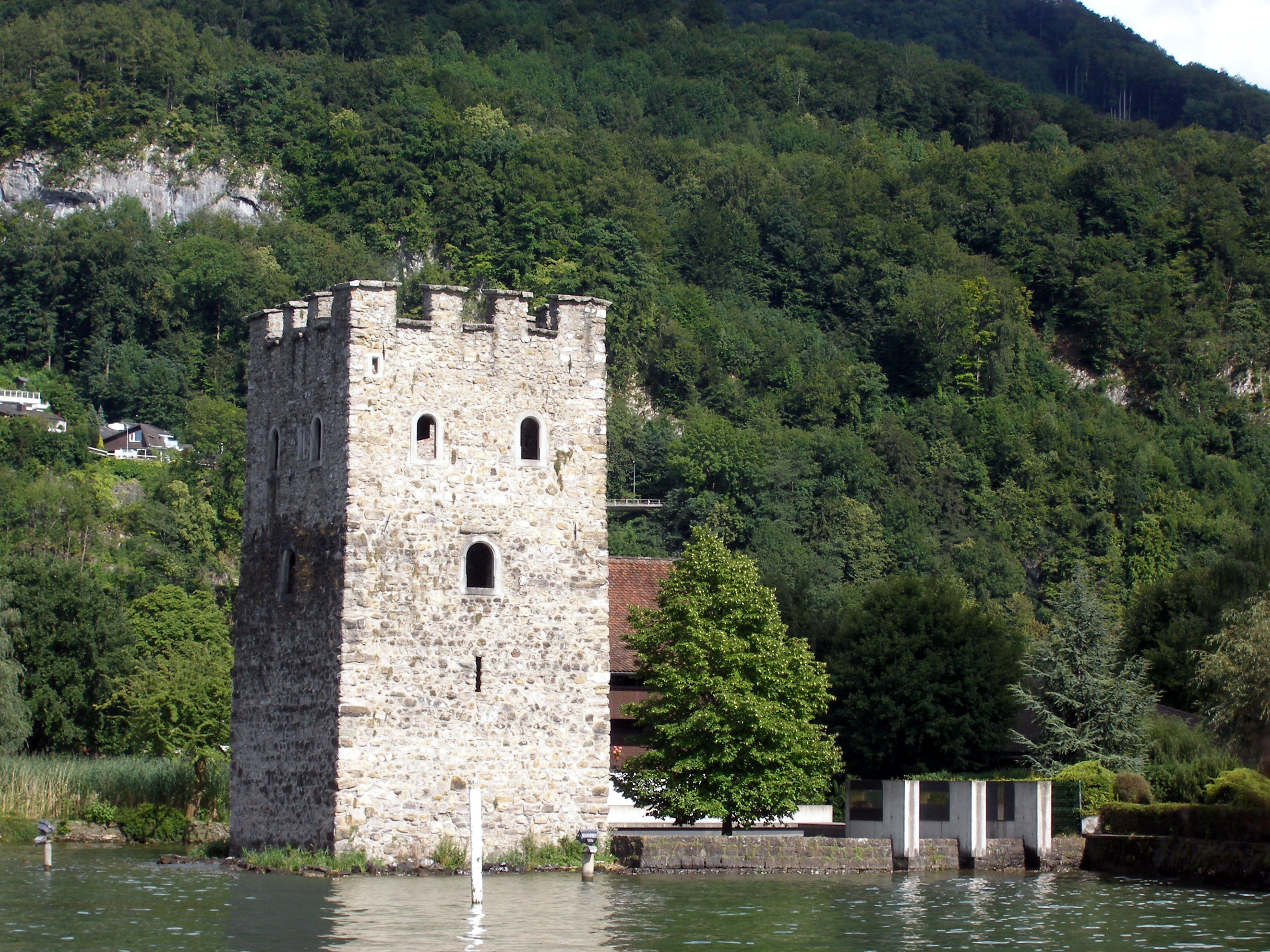
Schnitzturm (Wasserseite)
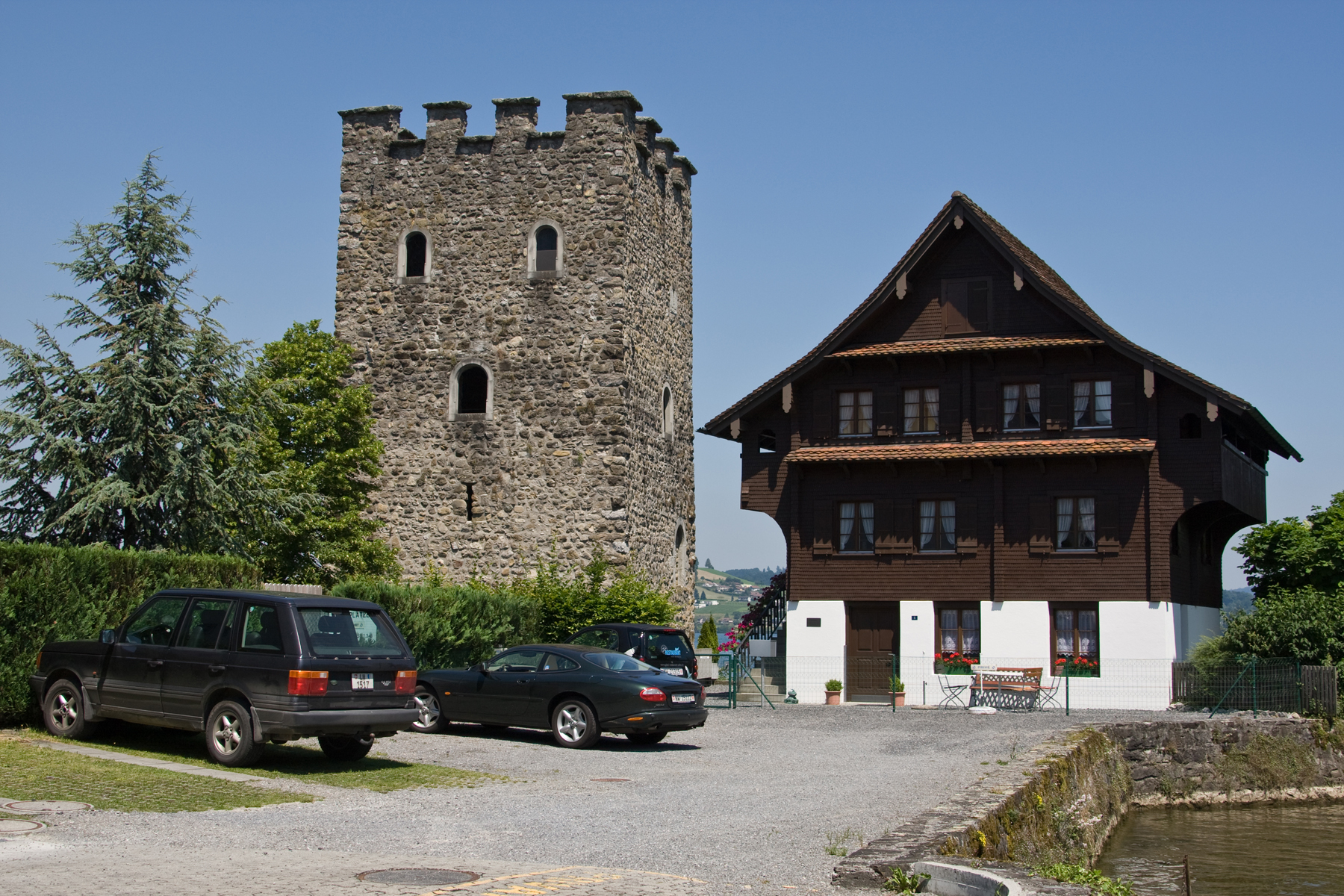
Schnitzturm
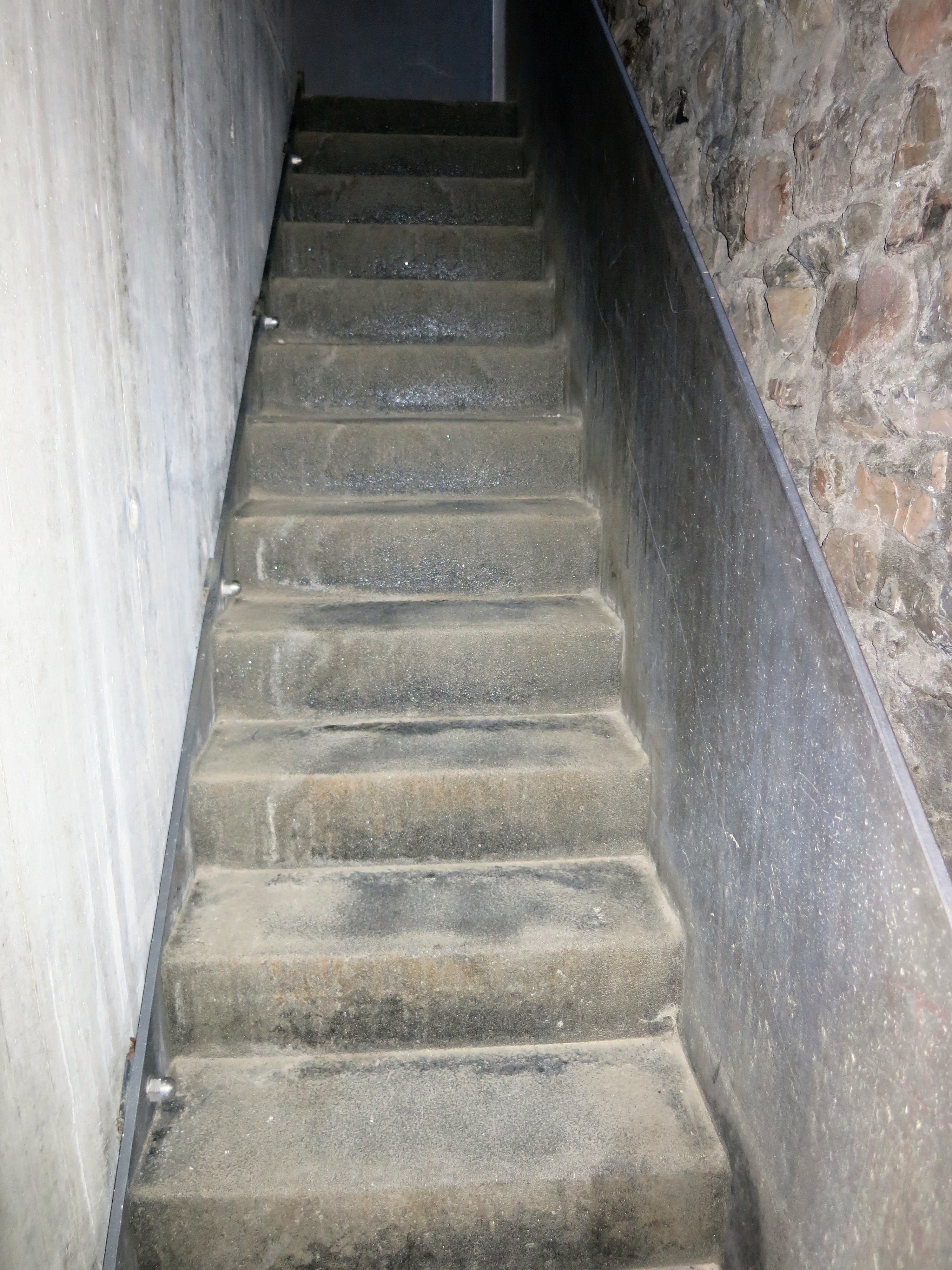
Treppen
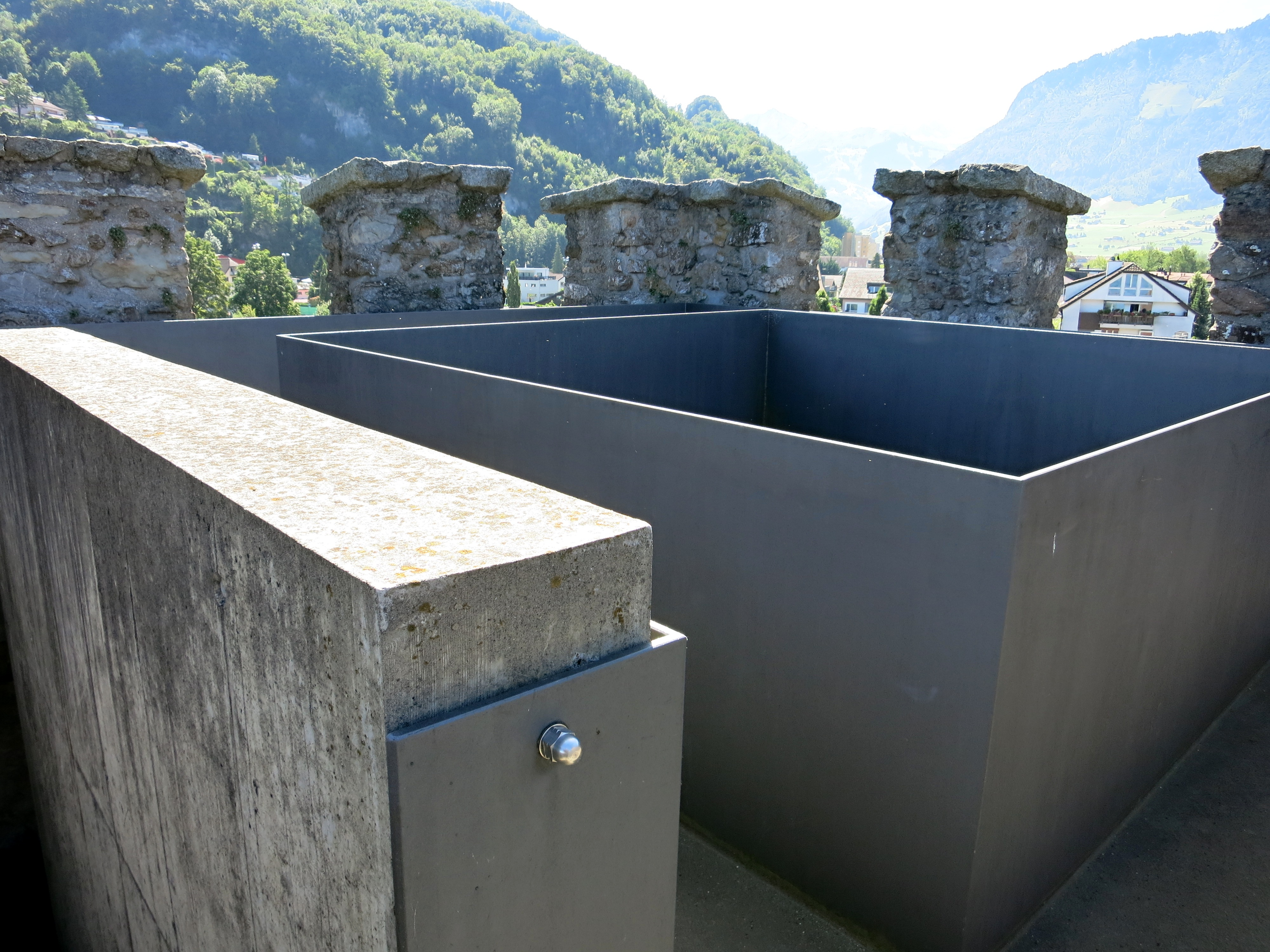
Aussichtsplattform
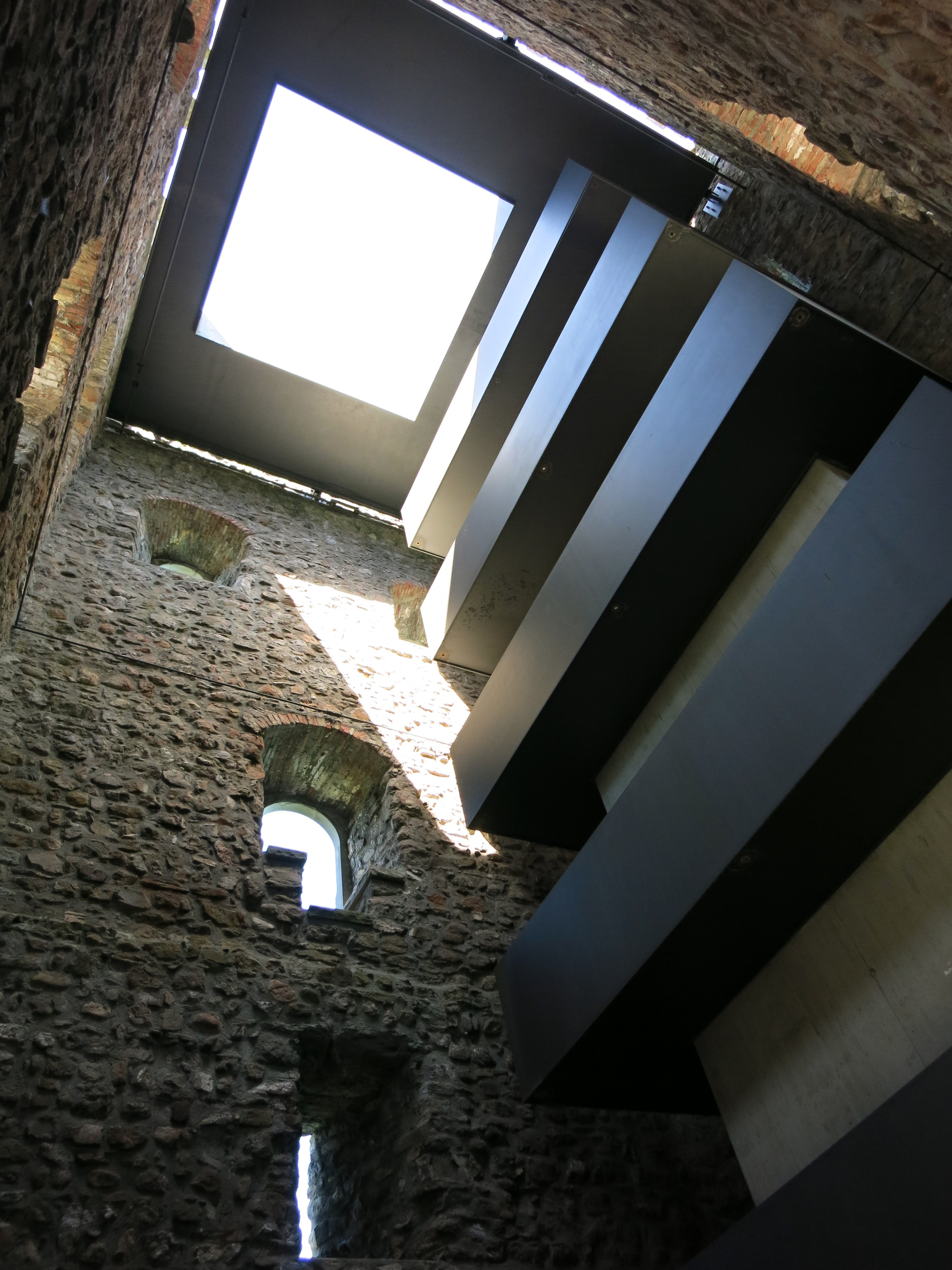
Innenansicht
Der Schnitzturm im Gemeindewappen von Stansstad

## Trivia
Der Schnitzturm ist als Modellnachbildung in der Freiluft-Miniaturanlage Swissminiatur in Melide als Bauwerk Nr. 28 ausgestellt.